# Tōgyū

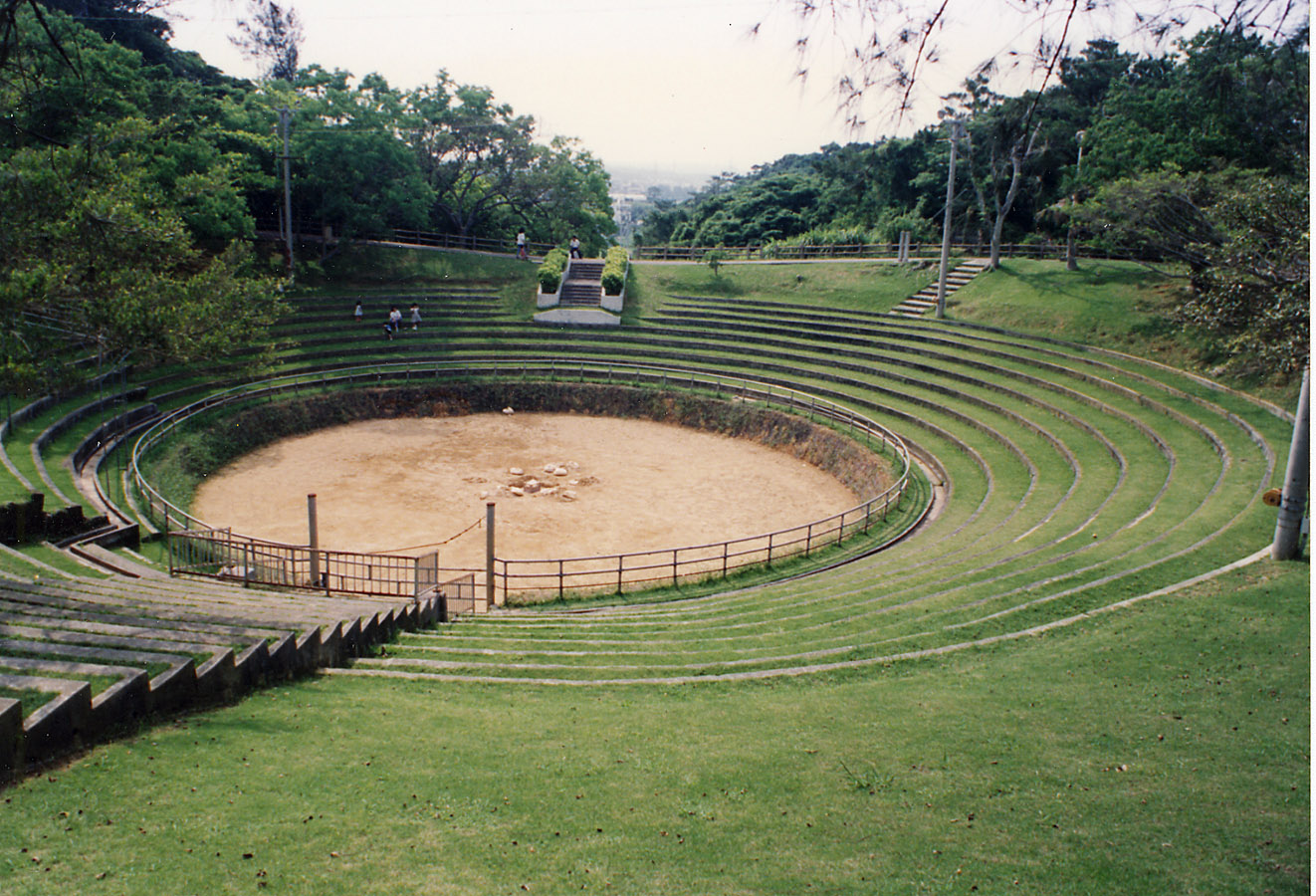
En arena på Okinawa

Tōgyū (japanska: 闘牛), även känt som ushi-zumo eller tjur-sumo, är en publiksport som har sitt ursprung på de japanska Ryukyuöarna, speciellt i Okinawa prefektur. Sporten arrangeras också i andra japanska regioner, som i prefekturen Iwate, Niigata prefektur, Shimane prefektur, Ehime prefektur och Kagoshima prefektur.
Trots att den ibland av västerlänningar kallas "Okinawansk tjurfäktning", skiljer sig den drastiskt från den spanska och portugisiska varianten av tjurfäktning där matcherna utkämpas mellan en tjur och en människa, där blod spills. Tōgyū liknar mer sporten som utövas i Portugals norra region, kallad chegas, samt den Schweiziska kofäktningen. 
Under matcherna greppar tjurarna varandras horn och försöker pressa varandra tills den ena faller. Varje tjur har en coach som hjälper tjurarna om de låser sig, och uppmuntrar sin tjur att vinna. Matchen är över när en av tjurarna blir trött och drar sig tillbaka, och därmed förlorar matchen.
Tränarna försöker förhindra tjurarna att skada varandra och fighten är omedelbart över om någon av dem oavsiktligt stångar den andra.

## Historia
Sporten startades åtminstone så tidigt som under 1600-talet, med bönder som utmanade varandra med tjurar, som en kul sport. Fastän det exakta året som tōgyū började utövas inte är känt, började det bli populärt under den andra delen av Meijiperioden i områden runt Okinawa. 1907 blev tōgyū tillräckligt populärt i städerna Itoman, Gushikawa, Katsuren och Yonagusuku, för att uppmärksammas i lokala tidningar. Under Shōwaerioden, innan andra världskriget bröt ut, blev tōgyū ännu mer populärt, så populärt att en by har sagts ha bannlyst sporten, för att de engagerade byborna tillbringade för mycket tid åt det, istället för att arbeta på fälten.
Under Stillahavskriget minskade striderna, eftersom Ryukyuöarna blev en krigszon. Bara några år senare efter krigsslutet den 14 augusti 1945, började Tōgyū utövas igen.
Mellan 1950 och 1960 började regler bildas och en sammanslutning bildades för att organisera tävlingarna. Under 1965 var sportens popularitet som högst, med en tävling som sågs av 10 000 personer.

## Ranking
Precis som i sumobrottning är tjurarna rankade beroende på sin förmåga och skicklighet, med den högsta positionen i båda sporterna känd som yokozuna. Samtliga rankingtermer i Tōgyū är identiska med dem som används inom sumobrottning. Till skillnad från denna finns det viktklasser och lättare tjurar brukar vanligen inte tävla mot de tyngre.